# Zvjahel
Zvjahel (Oekraïens: Звягель), in de jaren 1795–2022 Novohrad-Volynskyj (Oekr.: Новогра́д-Воли́нський) geheten, is een stad in de oblast Zjytomyr in Noordwest-Oekraïne.
Ten tijde van het Pools-Litouwse Gemenebest heette de stad Zwiahel en was gelegen in de woiwodschap Wolynië, na de annexatie door Rusland in 1795 en de vorming van het gouvernement Wolynië kreeg ze een nieuwe naam. In 2022 besloot de gemeenteraad van de stad terug te keren naar de oude naam.
De stad is het bestuurscentrum van het district Zvjahel, maar behoort zelf bestuurlijk niet tot dit district. Er wonen ongeveer 56.000 mensen (2020).
De stad ligt aan de hoofdweg naar Kiev (E40) bij de brug over de rivier de  Sloetsj.
De stad is de geboorteplaats van onder anderen de beroemde Oekraïense schrijfster en dichteres Lesja Oekrajinka.

## Geboren
- Valerij Zaloezjny (8 juli 1973), generaal